# محسن قمصری
محسن قمصری (زاده ۱۳۳۴ کاشان) اقتصاددان و مدیر اجرایی ایرانی است، که پیش‌تر بعنوان مدیر امور بین‌الملل و عضو هیئت مدیره شرکت ملی نفت ایران فعالیت می‌کرد.
قمصری فعالیت شغلی را از سال ۱۳۶۰ به‌عنوان تحلیل‌گر اقتصادی وزارت امور خارجه آغاز کرد و از سال ۱۳۶۳ به وزارت نفت منتقل شد. وی در فاصله سالهای ۱۳۷۵ تا ۱۳۸۹ در مدیریت بین‌الملل شرکت ملی نفت ایران فعالیت می‌کرد و از ۱۳۸۹ تا ۱۳۹۱ نیز مدیرعامل شرکت ملی صادرات گاز ایران بود. او از ۱۳۹۰ تا ۱۳۹۵ مدیر امور بین‌الملل شرکت ملی نفت ایران بود و از وی در رسانه‌ها بعنوان متولی فروش نفت ایران یاد می‌شود.